# Arno Kraus (starší)
Arno Kraus, vlastním jménem Arnošt Kraus (2. února 1895, Kolín – 5. května 1975, Třebotov) byl český spisovatel a překladatel, především z maďarštiny. Překládal též pod pseudonymy R. O. Rakusan, či A. J. Kučera.

## Život
Narodil se v rodině kolínského poštovního úředníka Františka Krause (1868–??) a matky Václavy, rozené Vítkovcové (1871–??). Měl mladšího bratra Františka (1897–??) Jeho strýcem byl spisovatel Karl Kraus (1874-1936), prastrýcem profesor Arnošt Vilém Kraus (1859–1943).
V roce 1915 maturoval na gymnáziu v pražské Křemencově ulici. Po maturitě sloužil v armádě v Maďarsku a studoval medicínu v Budapešti. V roce 1919 se vrátil do Prahy, kde krátce hrál ve Švandově divadle a pracoval jako úředník. V roce 1921 vystoupil z římskokatolické církve. V letech 1927–1931 studoval práva na Univerzitě Karlově. V období První republiky cestoval Evropou, severní Afrikou a po Blízkém východě.
Jako novinář byl ve 20. letech vedoucím dětské rubriky Práva lidu, jeho příspěvky se objevovaly v letech 1927 až 1974 v různých denících a časopisech.
Kromě literárního měl též výtvarné nadání; uváděl, že tři roky navštěvoval Umělecko-průmyslovou školu. V edici Klub 777 bibliofilů spolupracoval krátce (1941) s Toyen a Jaroslavem Podroužkem.

### Rodinný život
Syn Arno Kraus mladší (1921–1982) byl též spisovatel a básník. Podle vlastního vyprávění žil Arno Kraus ml. s matčinými rodiči a matkou v pavlačovém domě na Žižkově; jeho matka zemřela, když mu bylo pět let a on pak prožil několik let v sirotčinci.

## Hodnocení Krausových překladů
Arno Kraus vycházel ve svých překladech ze zásady tlumočit ducha a myšlenky díla, nikoliv pouze převádět slova. Tato metoda byla hodnocena rozporně. Například v roce 1944 uvedly Lidové noviny Krausovy úpravy překladu z maďarštiny slovy „...Nutno přiznat, že úpravu provedl v zájmu díla, nikoliv proti němu...“, a ještě v roce 1947 Rudé právo napsalo „...Skutečně dobrý převod Balászovy knihy do češtiny pořídil známý náš překladatel z maďarštiny dr. Arno Kraus...“. V padesátých letech bylo jeho překladatelské dílo naopak kritizováno pro nepřesnost a vulgarizaci. Postavení předního překladatele z maďarštiny se mu proto podařilo znovu získat až v závěru života.

## Dílo

### Vlastní dílo
- Panna nebo lev (I. díl Blázinec, II. díl Trpaslíci) (Šumperk, Bohumil Rozsypálek, 1946 a 1947)
- Údolí Josafat (Kladno, Nakladatelství mladých, 1948)
- Výzva (Dětský sbor, hudba Václav Dobiáš, slova Arno Kraus, Praha, Hudební matice Umělecké besedy, 1949)

### Díla se sporným autorstvím otec/syn
U některých děl je na titulní stránce a v literatuře jako autor uváděn Arno Kraus ml. Dle Lexikonu české literatury se jedná o společná díla otce a syna:
- Perníkový drobeček (ilustroval Jaromír Hofmann, V Praze, Rudolf Kmoch, 1946)
- Případ sestry Marie (dívčí román z 2. světové války, Třebechovice p. O., Antonín Dědourek, 1946)
- O potrestaném Chlubílkovi (ilustroval Josef Paukert, Praha, Odeon, 1947)
- Tři mušketýři až do smrti (převyprávění románového souboru Alexandra Dumase st., ilustroval Zdeněk Müller, Litoměřice-Pax, František Hnyk, 1946)

### Převyprávěná cizí díla
Pro nakladatelství Antonín Dědourek v Třebechovicích pod Orebem převyprávěl díla:
- Vzpoura na Bounty (Arno Kraus, podle románu Johna Barrowa (1764-1848), ilustrace František Ketzek, Třebechovice p. O., Antonín Dědourek, 1946 též vydala Práce 1949)
- Bílá růže Oconeů (Arno Kraus, na námět románu Charlese Sealsfielda Bílá růže, Třebechovice p. O., Antonín Dědourek, 1947)
- Hrabě de Monte Christo (Arno Kraus, podle stejnojm. románu Alexndra Dumase st., Třebechovice p. O., Antonín Dědourek, 1947)

V jiných nakladatelstvích vyšlo:
- Dívka od řeky Natchez (Na námět románu Charlese Sealsfielda Legitimní a Republikáni upravil Arno Kraus, ilustroval Jan Javorský, Praha, Olympia, 1973)

### Překlady z maďarštiny pod vlastním jménem
- Karavana otroků, dobrodružství v Sudanu (Autor Karel May, ilustrovali Zdeněk Burian a Věnceslav Černý, V Praze, Toužimský & Moravec, 1934)
- Ulice u rybařící kočky (Autor Jolán Földesová, z maďarského originálu přeložil Arno Kraus, Praha, Evropský literární klub, 1937)
- Omyl (Autor Ferenc Körmendi, přeložil a doslov napsal Arno Kraus, Praha, Evropský literární klub, 1940)
- Pokušení v Budapešti (Autor Ferenc Körmendi, Praha, Sfinx, Bohumil Janda, 1940)
- Setkání (Autor Ferenc Körmendi, přeložil a doslov napsal Arno Kraus, Praha, Stanislav Plzák, 1940
- Bence, člověk s hor (Autor József Nyírő, přeložil a doslov napsal Arno Kraus, Praha, Evropský literární klub, 1941)
- Host v Bolzanu (Autor Sándor Márai, přeložil a doslov napsal Arno Kraus, Praha, Evropský literární klub, 1942)
- Zlatý most (Autor Lajos Zilahy Lajos, doslov napsal Vilém Peřina, Praha, Evropský literární klub, 1943)
- Děla míří na Budapešť (Autor Béla IIIés, přeložil a doslov napsal Arno Kraus, předmluva Karel A. Krejčí, Praha, Naše vojsko, 1951 a 1954)
- Karpatská rapsodie (Autor Béla IIIés, přeložil a doslov napsal Arno Kraus, Praha, Naše vojsko, 1951 a SNKLHU 1954, 1965)
- Požár pod Moskvou (Autor Béla IIIés Béla, Praha, Naše vojsko, 1951)
- Devět setkání (Autor Béla IIIés Béla, Praha, Československý spisovatel, 1952)
- Tak se panstvo baví (Autor Móricz Zsigmond, Praha, Odeon, 1973)
- Ulice rybařící kočky (Autor Jolán Földesová, Praha, Meteor 1938 a Šumperk, Bohumil Rozsypálek 1948 a Praha, Melantrich, 1977)

### Překlady z maďarštiny pod pseudonymem Rastislav Otakar (R. O.) Rakusan
- Tak se panstvo baví (autor Zsigmond Móricz, úvod, doslov a pozn. Petr Rákos, Praha, Státní nakladatelství krásné literatury, hudby a umění, 1954)
- Král Pecivál (autor Ferenc Móra, vybral a poznámkami opatřil Ladislav Hradský, doslov Kálmán Vargha ; přeložil Rastislav Otakar Rakušan, ilustrace Tamás Szecsko ; [barev.] předsádku navrhl a iniciály nakreslil Lumír Ševčík, Praha, SNDK, 1956)
- Příbuzní; Motýlek (Auor Zsigmond Móricz, doslov a poznámky napsal Petr Rákos, Praha : SNKLHU, 1956)
- Lidé z pusty (Autor Gyula Illyés, úvod Petr Rákos, Praha, SNKLHU, 1957)
- Opravdový blankyt (Autor Béla Balázs, ilustroval Vladimír Kopecký, Praha, Státní nakladatelství dětské knihy, 1958)
- Věřím v člověka; vzkříšení Hannibala (Autor Ferenc Móra, z maďarských originálů vybral Petr Rákos, předmluvu napsala Miroslava Petrovská, Praha, Státní nakladatelství krásné literatury, hudby a umění, 1958)
- Sándor Rózsa koni uzdu pouští (Autor Zsigmond Moricz, verše přebásnil Jindřich Pokorný, Praha, SNKLHU, 1961)
- Sándor Rózsa zle se chmuří (Autor Zsigmond Móricz, verše přebásnil Jindřich Pokorný, doslov a poznámky Petr Rákos, Praha, Státní nakladatelství krásné literatury, hudby a umění, 1961)

### Ostatní překlady
- Ztracená léta (Autor Jacob Wassermann, Praha, Průlom, 1930)
- Ukolébavky (naše i cizí) (vybrali, uspořádali a přeložili Arno Kraus a Jaroslav Podroužek, podle grafické úpravy Josefa Ficence, obálku a vstupní kresbu provedla Toyen, V Praze, Rudolf Kmoch, 1941)
- Děti země (Autor Kristmann Gudmundsson, Praha, Plzákovo nakladatelství, 1941)
- Příhody Frantíka Finna (Autor Mark Twain, pův. název Huckleberry Finn, vydal Rudolf Kmoch, 1948)
- Oliver Twist (Autor Charles Dickens, doslov Karel Štěpaník, ilustrace Pavel Šimon, Praha, Melantrich, 1952)

## Zajímavost
Arno Kraus podporoval v literární tvorbě svého syna Arno Krause ml., upravoval jeho díla a postupoval mu nakladatelské smlouvy. Proto odborníci považují za sporné některé údaje o autorství. Lexikon české literatury... uvádí na základě svědectví Arno Krause některá díla, připisovaná Arno Krausovi ml., jako společná díla otce a syna. Též periodika po 2. světové válce většinou nerozlišovala, zda píší o otci či synovi a je třeba je identifikovat podle souvislostí.